# Irwan Shah
Irwan Shah (* 2. November 1988 in Singapur), mit vollständigen Namen Muhammad Irwan Shah bin Arismail, ist ein singapurischer Fußballspieler.

## Karriere

### Verein
Irwan Shah stand von 2008 bis 2011 bei den Young Lions unter Vertrag. Die Young Lions sind eine U23-Mannschaft, die 2002 gegründet wurde. In der Elf spielen U23-Nationalspieler und auch Perspektivspieler. Ihnen soll die Möglichkeit gegeben werden, Spielpraxis in der ersten Liga, der Singapore Premier League, zu sammeln. Für die Lions absolvierte er 82 Erstligaspiele. Ende 2011 unterschrieb er einen Vertrag bei den Singapore LionsXII. Die LionsXII waren ein singapurischer Verein, der in der ersten malaysischen Liga, der Malaysia Super League, spielte. 2013 wurde er mit dem Verein malaysischer Meister. Für den Verein stand er 38-mal in der ersten Liga auf dem Spielfeld. Am 1. Januar 2014 nahm ihn der singapurische Erstligist Warriors FC unter Vertrag. Mit den Warriors feierte er 2014 die singapurische Meisterschaft. Den Singapore Community Shield gewann er 2015. Das Spiel gegen Balestier Khalsa gewannen die Warriors mit 1:0. Bei den Warriors stand er bis Ende 2015 unter Vertrag. Nach 53 Erstligaspielen wechselte er im Januar 2016 zum Ligakonkurrenten Tampines Rovers.  2016, 2017, 2019 und 2020 wurde er mit den Rovers Vizemeister. Das Endspiel um den Singapore Cup 2019 gewann man gegen den Warriors FC mit 4:3. Hier schoss er in der 17. Minute das Tor zum 1:1-Ausgleich. 2020 gewann er mit den Rovers den Singapore Community Shield. Hier besiegte man Hougang United mit 3:0. Nach 141 Erstligaspielen wechselte er zu Beginn der Saison 2023 zum ebenfalls in der ersten Liga spielenden Hougang United.

### Nationalmannschaft
Irwan Shah spielt seit 2010 für die singapurische Nationalmannschaft.

## Erfolge
Singapore LionsXII
- Malaysia Super League: 2013

Warriors FC
- S. League: 2014
- Singapore Community Shield: 2015

Tampines Rovers
- Singapore Cup: 2019
- Singapore Community Shield: 2020